# Бабанюк, Пётр Николаевич
Пётр Николаевич Бабанюк (Бабенюк) (укр. Петро Миколайович Бабанюк; 19 сентября 1924, Рубченки, Киевская губерния — 26 ноября 1988, Рубченки, Киевская область) — советский хозяйственный, государственный и политический деятель, Герой Социалистического Труда.

## Биография
Родился 19 сентября 1924 года в селе Рубченки. Украинец. Член КПСС.
Жил в оккупации, был угнан в Германию, бежал.
Участник Великой Отечественной войны, помощник командира взвода, командир отделения 2-й стрелковой роты 1142-го стрелкового полка 340-й стрелковой дивизии 38-й Армии 1-го Украинского фронта, сержант. 9 сентября 1944 года тяжело ранен в левую ногу, до марта 1945 года лечился в 995-м эвакуационном госпитале, получил инвалидность.
С 1947 года — на хозяйственной, общественной и политической работе. В 1947—1984 годах — дояр колхоза имени Ильича Володарского района Киевской области Украинской ССР, участник Выставки достижений народного хозяйства СССР и УССР.
Указом Президиума Верховного Совета СССР от 8 апреля 1971 года присвоено звание Героя Социалистического Труда с вручением ордена Ленина и золотой медали «Серп и Молот».
Умер 26 ноября 1988 года в селе Рубченки.